# TA, tiempo de aprender
TA, tiempo de aprender fue un programa educativo de televisión uruguayo dirigido al público infantil, especialmente a estudiantes de educación primaria.

## Historia
El programa fue estrenado el  8 de junio del año 2020, una semana antes de extrenarse la producción relacionada  C+ maratón transmedia (pronunciado sé más). El programa surge de un acuerdo y es producido entre la Administración Nacional de Educación Pública, el Plan Ceibal y Canal5 quien además se encarga de emitirla de lunes a viernes.
Los programas se estrenaron con la finalidad del aprendizaje del público infantil y juvenil en la cuarentena durante la llegada del COVID-19.

## Conducción
- 2020, Florencia Infante
- 2020, Diego Waisrub